# Diego Giancarlo Umaña
Diego Giancarlo Umaña Lasso  (n. Cali, 24 de marzo de 1982) es un exfutbolista colombiano y actual asistente técnico de Pedro Depablos en el equipo San Antonio  bulo bulo ( Bolivia)

## Clubes

### Como Futbolista
| Club                    | País     | Año         |
| ----------------------- | -------- | ----------- |
| El Cóndor F C           | Colombia | 2002        |
| Centauros Villavicencio | Colombia | 2003        |
| Deportes Quindío        | Colombia | 2004 - 2005 |
| Bogotá F. C.            | Colombia | 2006        |

### Como asistente técnico
| Club            | País     | Año         |
| --------------- | -------- | ----------- |
| América de Cali | Colombia | 2008 - 2009 |
| Junior          | Colombia | 2010        |
| Juan Aurich     | Perú     | 2011 - 2012 |
| América de Cali | Colombia | 2013        |